# Scillato
Scillato ist eine Stadt der Metropolitanstadt Palermo in der Region Sizilien in Italien mit 590 Einwohnern (Stand 31. Dezember 2023).

## Lage und Daten
Scillato liegt 72 km südöstlich von Palermo. Die Einwohner arbeiten hauptsächlich in der Landwirtschaft.
Die Nachbargemeinden sind Caltavuturo, Cerda, Collesano, Isnello, Polizzi Generosa und Sclafani Bagni.

## Geschichte
Die Gemeinde trennte sich 1921 von Collesano ab und wurde selbstständig.